# Plan de Braun et Hogenberg
Le plan de Braun et Hogenberg est un plan de Paris du XVIe siècle. En raison d'une illustration comportant trois petits personnages, on lui a donné le surnom de « plan aux trois personnages ».

## Histoire du document

### Origine
Ce plan figure dans un livre publié à Cologne en 1572 intitulé Civitates orbis terrarum liber primus et par la suite plusieurs fois réimprimé. Il s'inspire de la Cosmographie de Sébastien Munster publiée en 1544 et rééditée à plusieurs reprises ; on y retrouve en particulier une grande partie des planches qui ornent cet ouvrage. Toutefois, la plupart de celles qui concernent la France ont été refaites, et parmi elles le plan de Paris.
À la différence des plans de Truschet et Hoyau ou de la Tapisserie, le plan de Braun et Hogenberg n'est donc pas un document rare. On peut encore en trouver de nos jours dans des ventes aux enchères ou chez des bouquinistes spécialisés. Il figure dans de nombreuses bibliothèques et notamment à la Bibliothèque nationale de France sous la référence Ge DD 1605-1607, pl. 8.

### Auteurs et réalisation
Ce livre est l'œuvre de Georges (ou Georg) Braun (1541-1622), chanoine de la cathédrale de Cologne, et de Frans Hogenberg (vers 1535-1590), graveur natif de Malines. Les dessins sont de Simon Van der Novel.
Ce plan de Paris relève d'une gravure sur cuivre soignée qui offre une vue détaillée de la capitale.
À la différence du plan de Münster, ce plan ne subit aucune substitution dans les éditions successives. Toutefois, il est recomposé à chaque édition ; le motif qui orne la lettre initiale du texte est également différent à chaque édition, voire au sein d’une même édition.

### Filiation
Pour les historiens contemporains, ce plan comme la plupart des plans du XVIe siècle (plan de Münster, de Saint-Victor, de Truschet et Hoyau, de la Tapisserie...) dériveraient de copies d'un grand plan levé entre 1520 et 1530 et réactualisé jusque dans les années 1550 :

« Les historiens ont patiemment reconstitué la généalogie de ces plans, et sont arrivés à la conclusion qu’il s’agissait d’une famille. À l’origine se trouverait un ancêtre commun : un grand levé manuscrit de quatre mètres sur six, effectué par un atelier de « topographes » avant la lettre, entre 1520 et 1530, et mis à jour par le même atelier jusqu’en 1550. »

## Datation de la représentation
Quoique réalisé vers 1570, ce plan représente Paris et ses tout proches environs tels qu'ils étaient vers 1530. En effet, de nombreux éléments historiquement disparus dans les années 1530 y figurent encore, comme la tour de Billy détruite en 1538, les portes de l'enceinte de Philippe-Auguste abattues entre 1529 et 1535, la grosse tour du Louvre dont François Ier ordonna la démolition en 1529, ainsi que la fausse porte Saint-Martin détruite en 1530. Chronologiquement, il suit donc immédiatement le plan le plus ancien de Paris, le plan de Münster.

Quelques éléments permettant de dater la vue de Paris
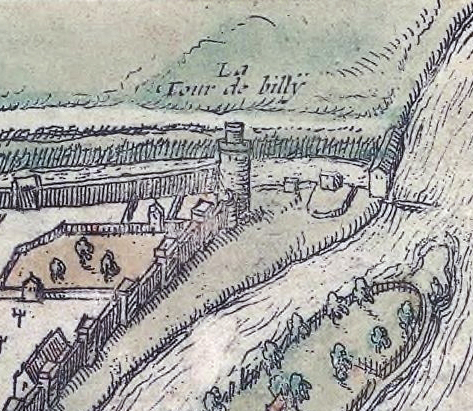
La tour de Billy ; à droite sur la Seine, l'île Louviers.
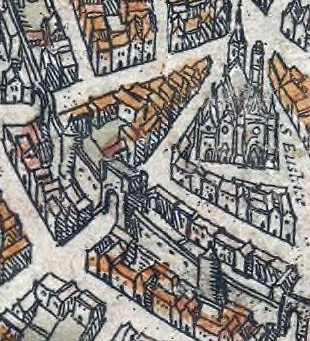
La porte Montmartre de l'enceinte de Philippe Auguste ; en haut et à droite, la première église Saint-Eustache.

## Description

### Généralités

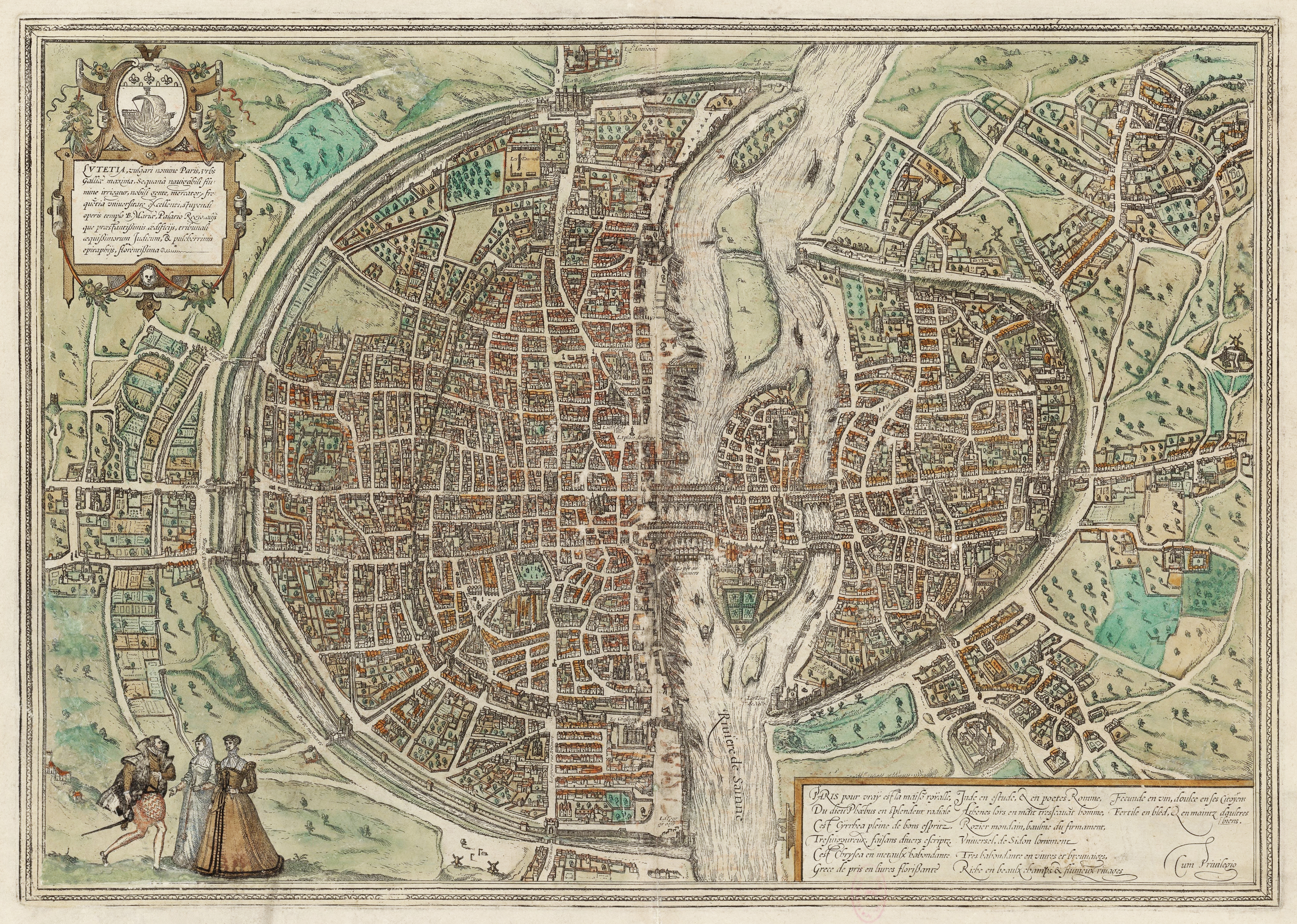
Le plan de Braun et Hogenberg (édition en latin de 1593).

Le plan de Braun et Hogenberg se présente sous la forme d'une planche de 34 cm de haut pour 48,3 cm de large. Comme tous les autres plans de Paris du XVIe siècle (tous issus probablement d'un même modèle réactualisé), ce plan est orienté est-ouest, avec le nord à gauche et montre la cité vue d'oiseau. Cette carte présente quelques défauts d'homogénéité, en particulier le plan de la ville et celui de l’université n’ont pas les mêmes caractéristiques au niveau de l'alignement par rapport à la méridienne (écart d’environ 7 degrés), et de l'échelle qui n'est pas constante (de 1/8 000 à 1/9 000 pour l’université, de 1/9 000 à 1/10 000 pour la ville).
En haut et à gauche se trouve un cartouche aux armes de Paris avec une inscription latine qui commence par ces mots : « LVTETIA, vulgari nomine Paris, urbs Galliae maxima... » et en dessous sur le même côté apparaissent trois petits personnages en costume d'époque, d'où le surnom parfois donné de « plan aux trois personnages ». Ces petites figurines constituent une sorte de signature des plans de Braun et Hogenberg car on retrouve des personnages analogues sur les plans d’Aix, Avignon, Barcelone, Bologne, Bristol, Cambridge, Cologne, Lyon, Milan, Zurich ou Rotterdam.

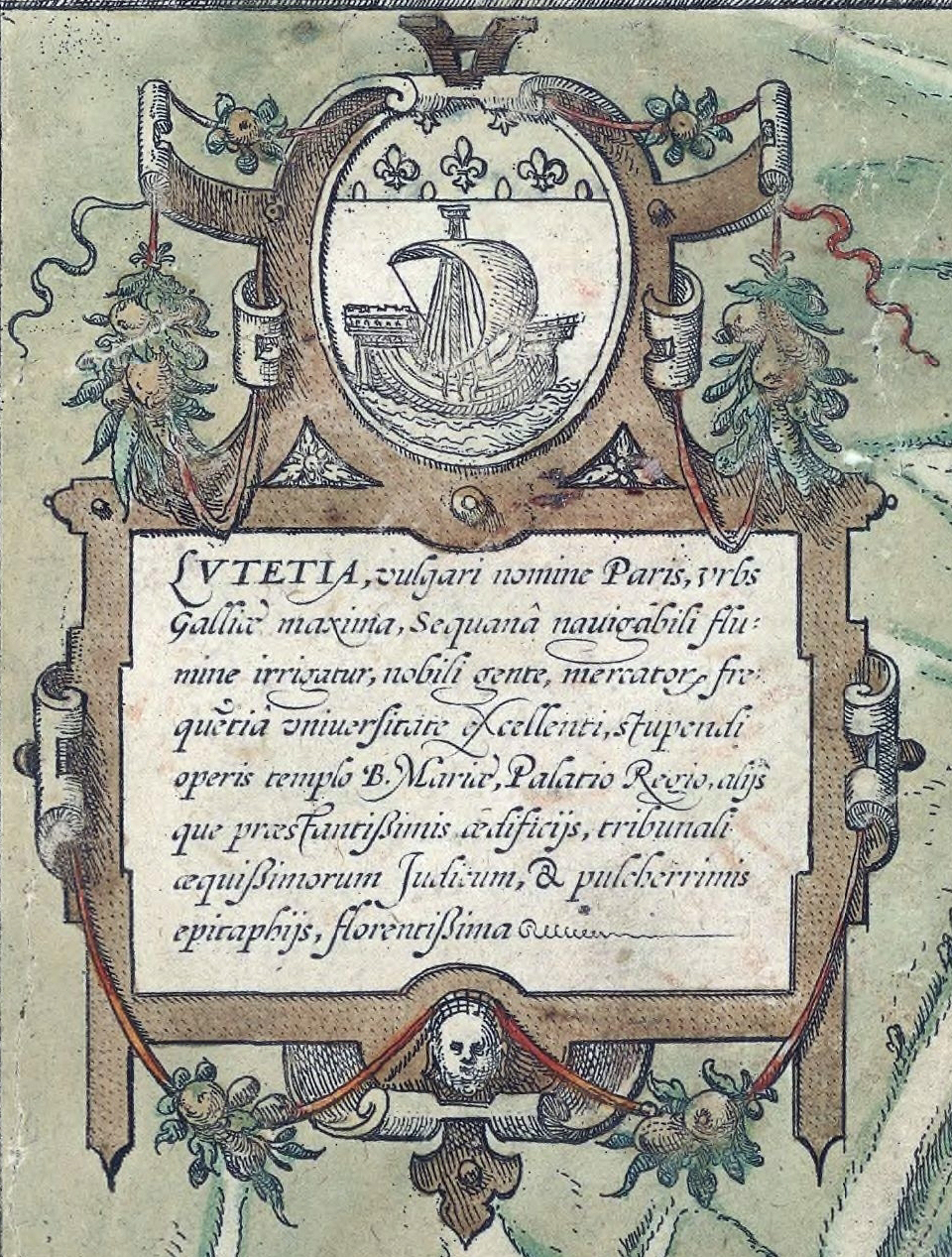
Le cartouche aux armes de Paris.
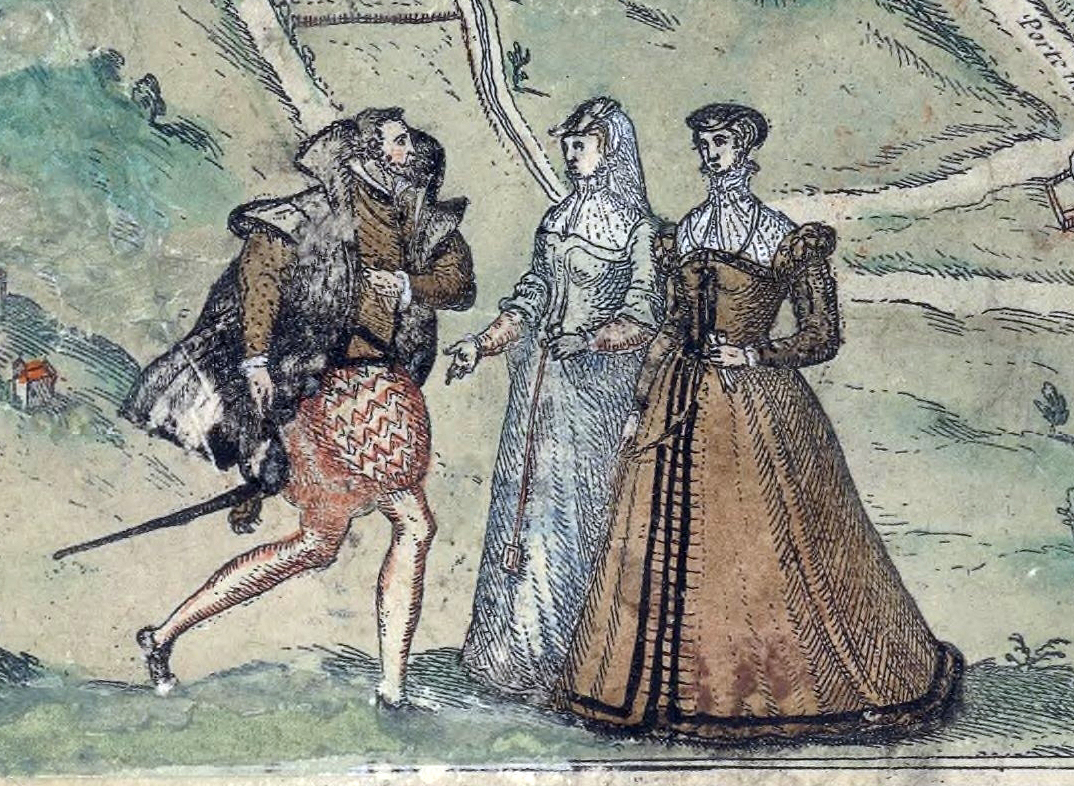
Les trois personnages.

En bas et à droite, dans un cartouche rectangulaire, est figuré un court poème de quatorze vers à la gloire de Paris.

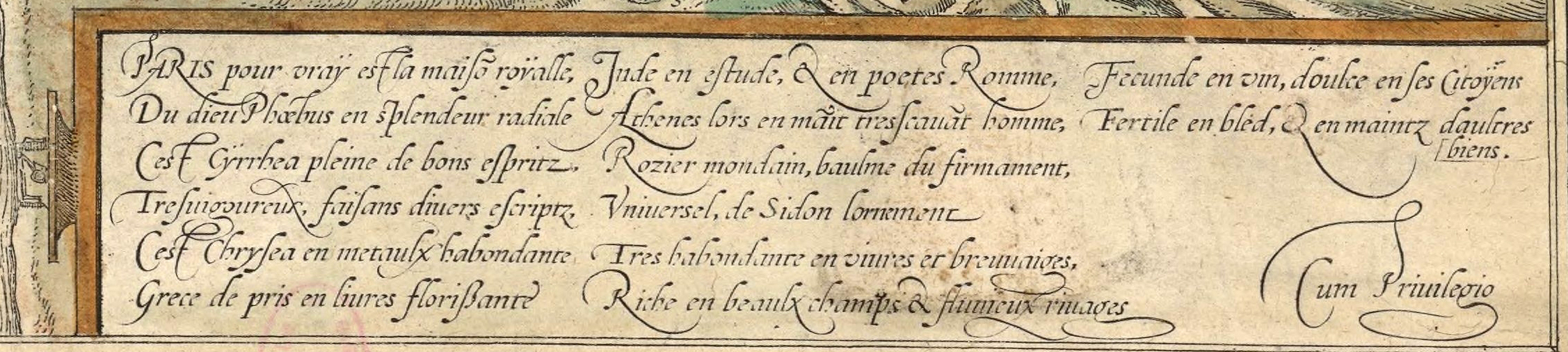
Le poème.

Enfin, au verso du plan se trouve une notice sur Paris plus ou moins enrichie selon les éditions.

### Périmètre et faubourgs
Le plan montre pour l'essentiel la cité de Paris, avec très peu d'éléments suburbains représentés. Il s'étend au nord (gauche du plan) jusqu'au gibet de Montfaucon et au sud (droite du plan) jusqu'au moulin des Gobelins. À l'est (en haut), seuls quelques éléments de l'abbaye Saint-Antoine sont mentionnés et à l'ouest (en bas), la vue s'arrête à la porte Saint-Honoré. Quelques îlots lotis extra urbains sont toutefois déjà présents : au nord entre les portes du Temple et Saint-Denis, à l'ouest au-delà de la porte Saint-Honoré, au sud-ouest autour de l'abbaye Saint-Germain, au sud le long de la voie qui prolonge la rue du Faubourg-Saint-Jacques et au sud-est et à l'est autour de la collégiale Saint-Marcel et de l'abbaye Saint-Victor. Tous ces éléments témoignent de la façon dont les faubourgs de Paris se sont développés.

Quelques abbayes à l'extérieur de Paris
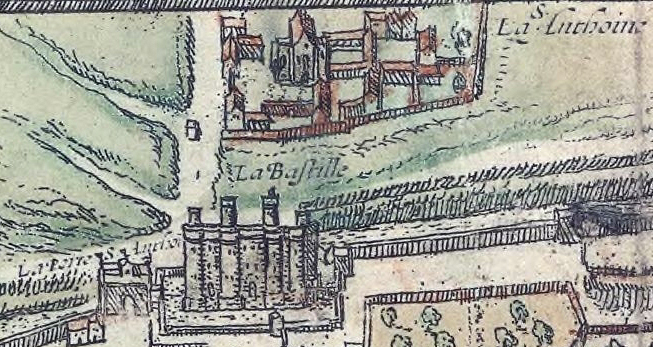
L'abbaye Saint-Antoine-des-Champs, à l'est et au-delà de la porte Saint-Antoine.
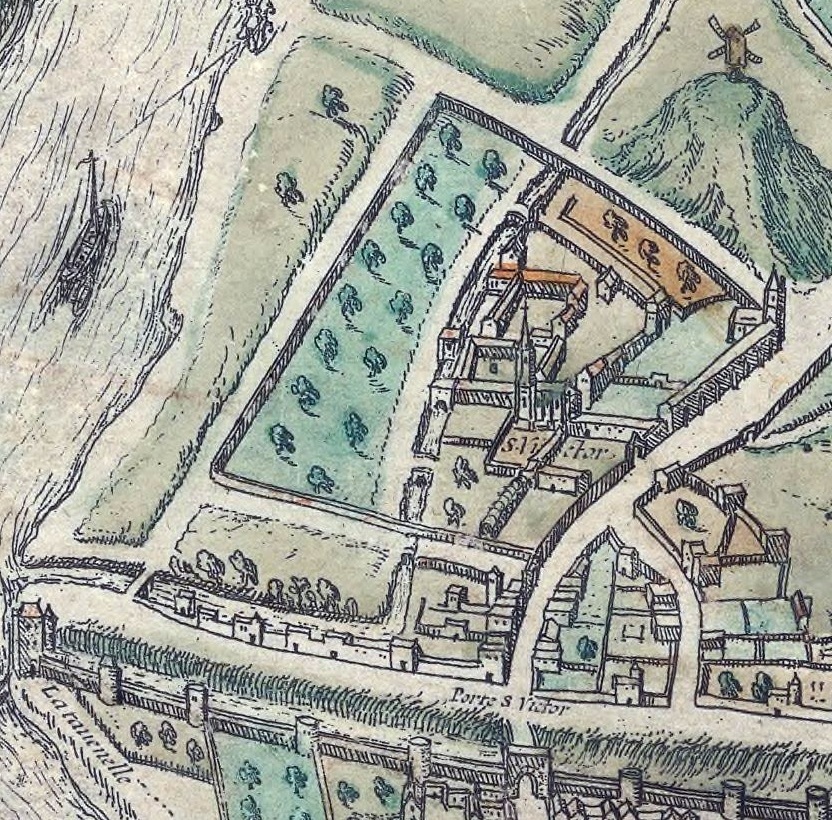
L'abbaye Saint-Victor, au sud-est et au-delà de la porte Saint-Victor.
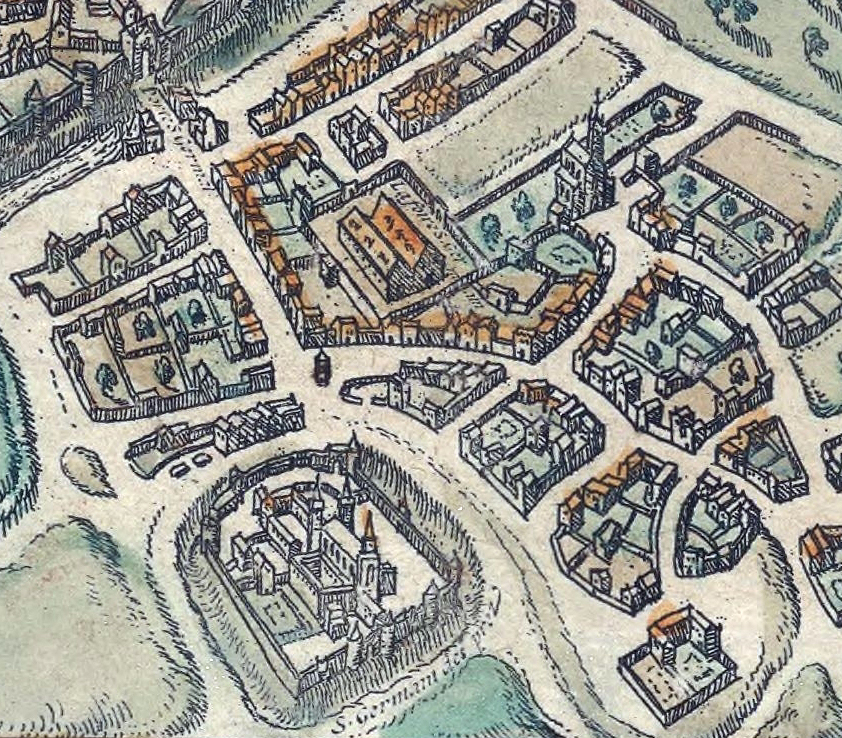
L'abbaye Saint-Germain-des-Prés et son environnement, au sud-ouest et au-delà de la porte Saint-Germain.

### La ville
Pour la ville elle-même, incluse dans l'enceinte de Charles V de 1358, ce plan présente un intérêt car, de par son ancienneté et ses nombreux détails, il contient des informations historiques quasi exclusives. C'est le cas notamment pour le tracé de l'enceinte de Philippe Auguste, le premier l'hôtel-de-Ville et bien d'autres lieux ou bâtiments (hôtels particuliers, églises, croix, échelles de justice, ponts, îles sur la Seine, etc.) ainsi que les toponymes du Paris du XVIe siècle.

#### Vestiges de l'enceinte de Philippe Auguste
L'enceinte de Philippe Auguste bâtie à la fin du XIIe siècle, puis progressivement absorbée par la ville qui s'agrandissait, a perduré jusque dans les années 1530 quand François Ier décida de démolir ses portes qui devenaient des obstacles à la circulation. Le plan de Braun et Hogenberg qui représente la cité à cette période, nous montre ainsi le tracé de cette ancienne enceinte avec les détails topographiques associés.

L'enceinte de Philippe Auguste
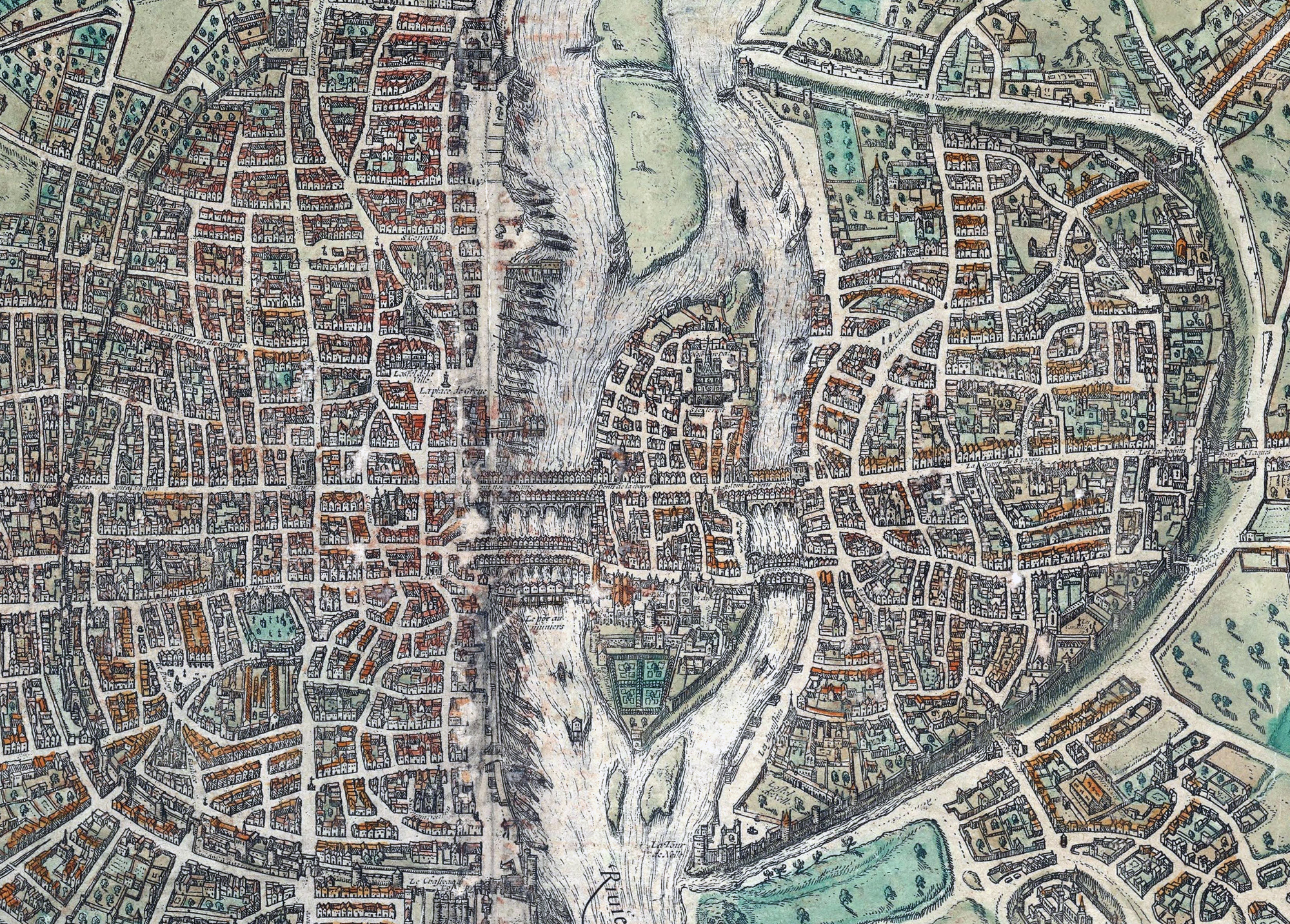
L'enceinte de Philippe Auguste vers 1530.
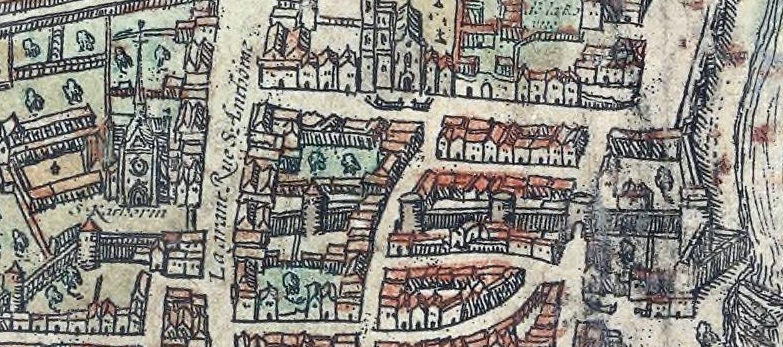
Détail (partie haute et senestre de l'image précédente) : l'enceinte dans le quartier Saint-Paul avec l'emplacement de la porte Saint-Antoine correspondante (cette porte a été détruite en 1382) ; sur la droite, figurent une poterne, dite poterne des Barrés, qui serait située de nos jours sur la rue de l'Ave Maria, et encore à droite de cette poterne à proximité de la Seine, l'ancienne tour Barbeau.

#### Toponymes
Le plan de Braun contient aussi des mentions manuscrites, essentiellement des toponymes de voies, lieux ou bâtiments. Par rapport aux plans ultérieurs, ces mentions sont toutefois peu nombreuses. A titre d’exemple, la courte liste suivante reprend tous les noms d’hôtels (ostels) figurant sur ce plan :
- Cité : 
Ostel Dieu (l’) ;
- Rive gauche : 
Ostel de Nelle (l’) ;
- Rive droite : 
Ostel de Bret[agne] (l’) : l’hôtel de Bretagne, ancien hôtel du Petit Muche (Guillebert de Metz), à l’angle de la rue du Petit-Musc, alors rue des Célestins ; Ostel de la Royne (l’) : hôtel de la Reine, dépendance de l’ancien hôtel Saint-Pol ; Ostel de la Ville (l’) : hôtel de ville.

Quelques bâtiments des années 1530
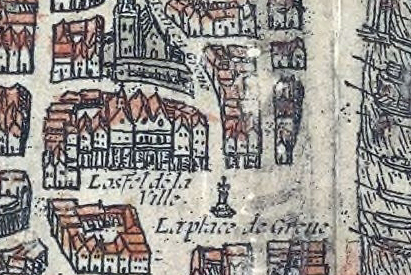
Hôtel de ville avant sa reconstruction, commencée en 1533[9] ; au premier plan, la place de Grève et en arrière-plan, l'église disparue de Saint-Jean-en-Grève.
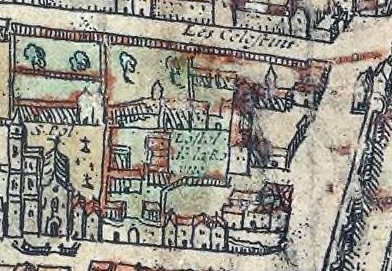
Hôtel de la Reine, sur les ruines duquel furent percées, vers 1550[10], les rues des Lions, de la Cerisaie et Beautreillis ; en haut  la rue du Petit-Musc, alors rue des Célestins, en bas la rue Saint-Paul, avec l'église Saint-Paul.